# 東京キューバン・ボーイズ
東京キューバン・ボーイズ（とうきょうキューバン・ボーイズ）は、1949年に見砂直照によって結成された、日本を代表するラテンバンド。略称はTCB。ラテン音楽のみならず、映画音楽やクラシック音楽、ポップ・ミュージックのラテンアレンジなども数多く演奏し、マンボなどのラテン音楽を日本に広く紹介した。発表したアルバムは、オリジナルアルバムだけで200枚を超える。1980年に解散。2005年に、直照の息子である見砂和照が中心となって再結成された。
解散までは「見砂直照と東京キューバン・ボーイズ」名義も使用したが、2005年に再結成したあとは、「見砂和照と東京キューバン・ボーイズ」名義で活動している。

## 概要
1949年9月3日に、リーダーの見砂直照が中心となって結成。
中南米の曲から、当時のヒット曲のラテンアレンジまで幅広く演奏、録音し、日本にマンボなどのラテン音楽を紹介した。1965年芸術祭奨励賞、1970年芸術祭優秀賞受賞。1968年にはコロンビアレコードのゴールデンレコード賞を受賞。その後1971年、1972年にも同賞を受賞している。
1975年にはソビエト連邦（現：ロシア連邦）の各都市でコンサートを開催。1979年には、メキシコやキューバなどの中南米諸国でもライブを行った。
1980年に解散。
1990年6月20日、リーダーの見砂が死去。
1999年に結成50周年を迎え、見砂の息子、見砂和照が中心となって「東京キューバンボーイズ結成50周年記念コンサート」を開催。同年、日本コロムビアから、過去の音源がCDアルバムとして10点復刻された。
2005年、見砂和照がリーダーとなって再結成。

## メンバー
メンバーは流動的で、参加経験のある音楽家は多数いる。以下に、メンバーとして参加したことのある人物の一部を挙げる。詳細なメンバー等は、結成60周年を記念して発売された『見砂直照生誕100年・東京キューバンボーイズ結成60周年記念パンフレット・写真集』に記載されている。
- 見砂直照（指揮） - 1990年に死去。
- 見砂和照（リーダー、ドラム）
- トランペット
  - 上原義忠
  - 有本義隆
  - 高森忠邦
  - 相田元吉
  - 吉田智治郎
  - ルイス･バジェ
  - 横山均
  - 河東伸夫
  - 奥村晶
  - 石井真
  - 城谷雄策
- トロンボーン
  - 浅田徳雄 - 2020年7月に死去。
  - 杉野啓一
  - 金田芳一
  - 山田慶蔵
  - 大髙實
  - 早川隆章
  - 内田日富
- バストロンボーン
  - 鈴木告
- アルト・サクソフォーン
  - 井川幸長（フルートも）
  - 貫田重夫
  - 加塩人嗣
  - 八木実
- テナー・サクソフォーン
  - 神田望（フルートも）
  - Hal斉藤
  - 小松謙夫
  - 五十嵐正剛
- バリトン・サックス
  - 若槻安彦
  - 石松晴臣
  - 武田和大
- マリンバ
  - 吉川雅夫
- ベース
  - 松井紀樹
- コントラバス
  - 武藤祐二
- ピアノ
  - 平田フミト
  - 福井利雄
- ドラム
  - 豊岡豊
  - 矢野顕太郎
  - 西川卓志
- ギロ
  - 青柳禎晃
- ボンゴ
  - 小野寺武司
  - 納見義徳
- コンガ
  - 石川浩
  - 宮本勲
- ティンバレス
  - 豊岡豊
  - 斉藤恵
  - 田中和男

## ディスコグラフィー
東京キューバン・ボーイズのアルバム、SPレコードなどは非常に多数ある。ここではその一部を挙げている。より詳細なディスコグラフィーは、結成60周年を記念して発売された『見砂直照生誕100年・東京キューバンボーイズ結成60周年記念パンフレット・写真集』に掲載されている。

### オリジナル・アルバム
- 東京キューバンボーイズ結成60周年記念コンサートライブ（2009年、キングレコード）

### 再発盤
- 花のステージ（1996年）
- 情熱のラテン・ヒッツ（1998年）
- 東洋の幻想 - 日本のうた（1999年）
- 黒い太陽 - キューバへの郷愁（1999年）
- チャ・チャ・チャ - これぞラテン（1999年）
- キューバ:カール・マルクス劇場 実況ライヴ（1999年）
- メロディ・オブ・ジャパン（1999年）
- 懐しのラテン・レクオーナ・キューバンボーイズの想い出 - ルンバのすべて（1999年）
- リオのポポ売り - エル・マンボ（1999年）
- 想い出の東京キューバン・ボーイズ - ラテンの名曲と世界のメロディー（1999年）
- マンボのすべて（1999年）
- Oh! ブラジル キューバン・プレイズ・ボサ・ノバ（1999年）
- 祭りの四季 -日本の祭囃子-（2009年）

### ベスト・アルバム
- 東京キューバン・ボーイズ・デラックス（1995年、東芝EMI）
- 決定盤 東京キューバンボーイズ大全集（2006年）